# Ребаб-Чал
Ребаб-Чал (перс. رباب چال) — село в Ірані, у дегестані Сардар-е-Джанґаль, у бахші Сардар-е-Джанґаль, шагрестані Фуман остану Ґілян. За даними перепису 2006 року, його населення становило 34 особи, що проживали у складі 8 сімей.